# Türkische Botschaft Astana
Die Türkische Botschaft Astana (offiziell: Botschaft der Republik Türkei Astana; Türkiye Cumhuriyeti Astana Büyükelçiliği oder T.C. Astana Büyükelçiliği) ist die höchste diplomatische Vertretung der Republik Türkei in Kasachstan.
2008 siedelte die Botschaft von Almaty nach Astana um. Am 18. Oktober 2010 wurde das neue Botschaftsgebäude eingeweiht. Seit dem 13. Januar 2020 residiert Ufuk Ekici als Botschafter der Republik Türkei in dem Botschaftsgebäude.